# Nicola Cosimi
Nicola Cosimi (Loreto, 1667 – 1717) è stato un compositore e violinista italiano.

## Biografia
Nicola Cosimi incominciò gli studi musicali con Arcangelo Corelli e fu dal 1683 accademico presso l'Accademia di Santa Cecilia a Roma. Fra il 1700 e il 1705 fu a Londra, per un viaggio musicale con l'amico violoncellista Nicola Francesco Haym, al quale la sua vita è strettamente legata. Tale viaggio gli fu organizzato da Wriothesley Russell, II duca di Bedford che scoprì il talento del Cosimi durante un suo soggiorno a Roma, nel 1698. Il violinista dedicò al nobile 12 sonate per violino e basso, le quali ricordano molto l'op.5 del maestro Arcangelo Corelli. Nella sua permanenza a Londra, Cosimi riuscì a scrivere altre composizioni, oltre ad essere impegnato in concerti, lezioni e costruzioni di strumenti, che gli fecero guadagnare fama e denaro.
Dei suoi ultimi anni di vita non si hanno notizie rilevanti, molto probabilmente morì a Roma nel 1717.

## Composizioni strumentali
- 12 Sonate da camera a violino e violone o cembalo, op. 1 (dedicate al Duca di Bedford, 1702)